# Rudolf Pečjak
Rudolf Pečjak, slovenski pisatelj, pesnik, dramatik, * 9. maj 1891, Hinje pri Žužemberku † 13. oktober 1961, Ljubljana.

## Življenje
Prvi razred gimnazije je v šolskem letu 1903/04 obiskoval v Novem mestu, nato pa je šolanje nadaljeval v Ljubljani, kjer je v letu 1809/09 obiskoval pripravljalni razred trgovske šole, od 1909 do 1913 pa učiteljišče. V šolskem letu 1919/20 pa je opravljal tečaj za meščanskošolske učitelje v Mariboru in leta 1921 opravil izpit.  
Kot učitelj je služboval v Ribnici (1913–17), v Mostah pri Ljubljani (1917–20), na deški meščanski šoli v Ljubljani (1920–21) in na meščanski šoli v Tržiču (1921–28), do leta 1928 kot okrajni šolski nadzornik v Kranju, za tem pa je postal ravnatelj meščanske šole v Šentvidu v Ljubljani (istega leta je bil tudi glavni urednik knjige Naša meščanska šola). 
Je oče pisatelja in psihologa Vida Pečjaka.

## Delo
Po letu 1913 je začel pisati črtice, pesmi, igre in poučne spise za mladino, ki jih je objavljal v revijah Vrtec, Angelček, Naš rod in Razore. Vzgojne članke pa je pisal v revijah Slovenski učitelj in Meščanska šola. 
V letniku 1938/39 je bila v reviji Vrtec objavljena njegova povest Mikica in Mokica, priredil je zbirko Japonske pravljice (1940), veliko mladinskih odrov pa je uprizorilo tudi njegovo dramo Kraljična z mrtvim srcem, ki jo je napisal leta 1925. Leta 1941 je izšla mladinska povest Rokec (nova izdaja 2004 s spremno študijo in bibliografijo). Vodil je igre, jih prirejal za mladino in v njih kdaj tudi sam igral, predaval v prosvetnih in strokovnih organizacijah  in se zanimal za vse, kar je služilo napredku naroda. Ker se je zavzemal za čim boljšo izobrazbo ljudstva, je napisal tudi nekaj učbenikov: 
- Zgodovina za drugi razred meščanskih šol: Stari narodi in naši davni pradedje (1938)
- Zgodovina za tretji razred meščanskih šol: Življenje Slovanov v srednjem veku (1938)
- Zgodovina za četrti razred meščanskih šol: Življenje Slovanov v novem veku (1939)
- Naši vodniki: Slovenska slovstvena čitanka za tretji razred meščanskih šol (1939)
- Naši vodniki: Slovenska slovstvena čitanka za četrti razred meščanskih šol (1940)

Pri izdajah učbenikov so mu pomagali tudi drugi, med njimi sta Albert Žerjav in Tone Seliškar.
Sodeloval je pri izdaji knjige Naša meščanska šola: 1919-1929 (1929).

## Kritike
Dve kritiki dela Rudolfa Pečjaka se nanašata na njegovo dramo Kraljična z mrtvim srcem.
Drama govori o trpljenju dvorjanov, katerim vlada neusmiljena, brezsrčna kraljična. Ko pa čarobna vila začara grad, se vse obrne na glavo — kraljična je postala služabnica, ki mora streči njenim nekdanjim služabnikom, ki so prevzeli njeno trdosrčnost. To kraljični odpre oči. Zave se, da se je prav ona tako obnašala do njih. Ko se vse preobrazi nazaj, postane prijazna in mila.
Anton Debeljak je zapisal, da je ideja igre sprejeta iz angleškega pravljičnega sveta. Pohvalil je jezik, a hkrati trdil, da bi se Pečjak lahko izognil germanizmom, kot so: cof, kregati, packati ter žugati. France Koblar pa pravi, da je kljub motivom iz angleškega sveta komedija dobra izjema v bledoličnosti naše takratne mladinske literature. Ima prijetno živahno humornost, ki ni pretirana, režijska navodila, ki predpisujejo otroški balet, pa da so skoraj odveč.